# El Zapote 1ra. Sección
El Zapote 1ra. Sección är en ort i Mexiko.   Den ligger i kommunen Salto de Agua och delstaten Chiapas, i den sydöstra delen av landet, 800 km öster om huvudstaden Mexico City. El Zapote 1ra. Sección ligger 72 meter över havet och antalet invånare är 345.
Terrängen runt El Zapote 1ra. Sección är kuperad åt sydost, men åt nordväst är den platt. Runt El Zapote 1ra. Sección är det ganska tätbefolkat, med 54 invånare per kvadratkilometer. Närmaste större samhälle är Jerusalén, 7,3 km norr om El Zapote 1ra. Sección. Trakten runt El Zapote 1ra. Sección består till största delen av jordbruksmark.